# Thom Brennan
Thom Brennan (Lubbock, 31 maggio 1957) è un musicista e compositore statunitense.

## Biografia
Brennan ha esordito con Mountains, album registrato su un deck a cassette stereo a 2 tracce nel 1987, co-prodotto da Steve Roach e ispirato a un soggiorno che egli fece su un'isola nel Mar Cinese orientale. Mountains viene considerato uno dei lavori più ambiziosi della cosiddetta scuola ambientale di Los Angeles e uno dei lavori migliori del compositore. Nel 1987 ha inciso Western Spaces assieme a Steve Roach e Kevin Braheny mentre del 1995 è Amplexus: Collected Works from the 1995 Ltd Series, registrato con Vidna Obmana. A partire dal 2001, anno in cui si è trasferito a Seattle, Brennan ha pubblicato album contenenti improvvisazioni di gusto impressionistico fra cui Mist (2001), Shimmer (2001) Vibrant Water (2001), considerato uno dei suoi capolavori e Silver (2004). Oggi Brennan continua a lavorare come artista indipendente, pubblicando le sue uscite attraverso la sua etichetta Raingarden SoundWorks. Molte opere di Brennan sono autoproduzioni distribuite principalmente nel World Wide Web.

## Stile musicale
Il suo stile,  anticipa le suite elettroniche che caratterizzano la new age. Viene anche considerato, assieme a Steve Roach, fra i pionieri della musica d'ambiente californiana. Le sue composizioni conciliano le sperimentazioni di Morton Subotnick a quelle di Terry Riley e sono ispirate in particolare ai paesaggi del sud-ovest americano e dalle foreste dell'Oceano Pacifico nord-occidentale. La musica di Thom Brennan viene realizzata quasi esclusivamente con sintetizzatori, adotta raramente i campionamenti ed è priva di arrangiamenti acustici. Sebbene la produzione di Brennan sia dominata da opere prive di accompagnamento ritmico, in alcuni suoi lavori utilizza suoni percussivi e, più frequentemente, pattern ritmici di sintetizzatori o movimenti timbrici.

## Discografia parziale
- 1987 – Mountains
- 1987 – Western Spaces (con Steve Roach e Kevin Braheny)
- 1989 – Mohave
- 1995 – The Path Not Taken
- 1996 –  Beneath Clouds
- 1996 – Amplexus: Collected Works from the 1995 Ltd Series (con Vidna Obmana)
- 2000 – Mist
- 2001 – The Dragon's Dream
- 2001 – Secret Faiths Of Salamanders
- 2001 – Shimmer
- 2001 – Strange Paradise
- 2001 – Vibrant Water
- 2002 - Collective Series Vol. 1 - Basic Space (CD; con altri), Space For Music.
- 2002 - Schwingungen Radio Auf CD # 85 (CD; con altri), Cue Records (Germany).
- 2003 - Signals In Moonlight (Cdr), TMB Music.
- 2003 - Signals In Moonlight (Cdr), Raingarden SoundWorks.
- 2004 - Beneath Clouds (CD), Raingarden SoundWorks.
- 2004 - Mist (CD), Raingarden SoundWorks.
- 2004 - Mist (CD), Space For Music.
- 2004 - Mountains (CD), Raingarden SoundWorks.
- 2004 - Satori (CD), Raingarden SoundWorks.
- 2004 - Shimmer (CD), Raingarden SoundWorks.
- 2004 - Signals In Moonlight (CD), Raingarden SoundWorks.
- 2004 - Strange Paradise (CD), Raingarden SoundWorks.
- 2004 - Vibrant Water (CD), Raingarden SoundWorks.
- 2005 - Satori (CD), Raingarden SoundWorks.
- 2005 - Silver (CD), Raingarden SoundWorks.
- 2005 - Vista (MP3 CD), Soundclick.com.
- 2005 - Vista II (MP3 CD), Soundclick.com.
- 2005 - Special CD Sampler E-dition #10 (CD; con altri), E-dition Magazine.
- 2006 - Chasing The Dawn: Ultima Thule Ambient Volume 01 (CD; con Steve Roach, Robert Rich e altri).
- 2006 - Vista III (MP3 CD), Soundclick.com.
- 2008 - Stories from the Forest (MP3 CD), Thom Brennan.
- 2009 - Tones (MP3), Thom Brennan.
- 2010 - Sound Channels (MP3), Thom Brennan.